# Tusen och ett äventyr
Tusen och ett äventyr (originaltitel: 1001 Arabian Nights) är en amerikansk tecknad film från 1959 i regi av Jack Kinney och producerad av studion United Productions of America.

## Handling
En av Mr. Magoos förfäder, Abdul Aziz Magoo, var farbror till Aladdin. Ett spännande äventyr tar sin början då Aladdin blir förälskad i prinsessan Yasminda.

## Om filmen
Filmen är baserad på sagan om Aladdin från Tusen och en natt.
Filmen refererar till den tecknade kortfilmsserien Mr. Magoo, där Jim Backus gjorde titelrollens röst. Backus gör även Abdul Aziz Magoos röst i denna film.

## Rollista i urval
- Jim Backus - Abdul Aziz Magoo
- Kathryn Grant - Prinsessan Yasminda
- Dwayne Hickman - Aladdin
- Herschel Bernardi - Anden i lampan
- Alan Reed - Sultanen
- Daws Butler - Omar
- Clark Sisters - De tre jungfrurna från Damascus